# Xerocrassa subvariegata
Xerocrassa subvariegata is een slakkensoort uit de familie van de Hygromiidae. De soort is endemisch op Kreta.
Xerocrassa subvariegata werd voor het eerst wetenschappelijk beschreven als Helix subvariegata door Maltzan (1883).